# Perizoma dissoluta
Perizoma dissoluta är en fjärilsart som beskrevs av Embrik Strand 1902. Perizoma dissoluta ingår i släktet Perizoma och familjen mätare. Inga underarter finns listade i Catalogue of Life.